# Czyżów (Tarnów)
Pour les articles homonymes, voir Czyżów.
Czyżów est une localité polonaise de la gmina de Żabno, située dans le powiat de Tarnów en voïvodie de Petite-Pologne.